# Callejón sin salida (película de 1934)
Callejón sin salida (限りなき舗道 Kagirinaki hodō?) es una película dramática muda japonesa de 1934 dirigida por Mikio Naruse, basada en una novela de Komatsu Kitamura y publicada de forma seriada en un periódico. Fue la última película muda de Naruse y su última película para el estudio Shochiku.

## Sinopsis
Sugiko trabaja como camarera en un café del distrito Ginza de Tokio. Su novio Machio le propone matrimonio, aunque su familia le ha concertado un matrimonio con una mujer de una familia adinerada. También se pone en contacto con ella Yukihiko, un cazatalentos de un estudio de cine que busca una nueva actriz estrella. Cuando sale a la calle distraídamente, es atropellada por el coche de Hiroshi, el heredero de la familia Yamanouchi. Machio ve cómo se la llevan en el coche de Hiroshi, creyendo que está saliendo con él y ha decidido no aceptar su propuesta y se va de la ciudad. 
Hiroshi comienza a salir con Sugiko, a pesar de las objeciones de su madre y su hermana contra su relación con una chica de clase baja, pero cuando insiste en casarse con ella, finalmente ceden. Mientras tanto, la amiga y colega de Sugiko, Kesako, ha solicitado con éxito el trabajo en el estudio de cine, lo que pone a prueba la relación con su novio Shinkichi. 
Sugiko pronto se siente incómoda en su nuevo hogar, e Hiroshi, descontento con la abierta reticencia de su familia hacia su esposa, comienza a beber con frecuencia. Después de que Sugiko lo deja, Hiroshi tiene un accidente automovilístico y es hospitalizado. En el hospital, Sugiko culpa a la madre y la hermana de Hiroshi por no haberla aceptado nunca. Hiroshi muere poco después, y Sugiko regresa a su trabajo en el café de Ginza, reuniéndose con Kesako y Shinkichi, quienes abandonaron el estudio de cine.

## Elenco
- Setsuko Shinobu como Sugiko Shima

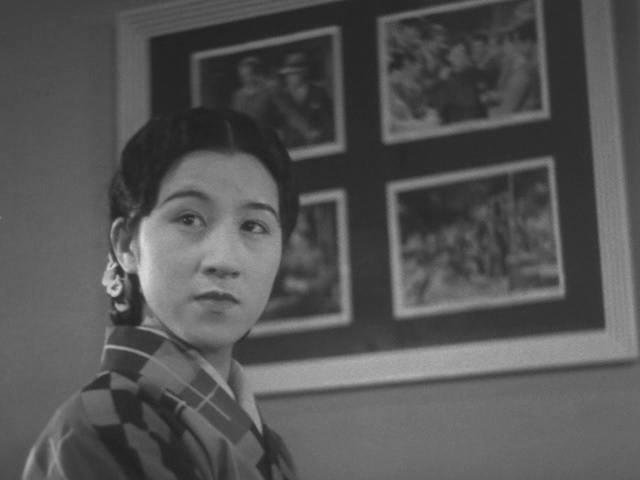
Escena de la película con Setsuko Shinobu

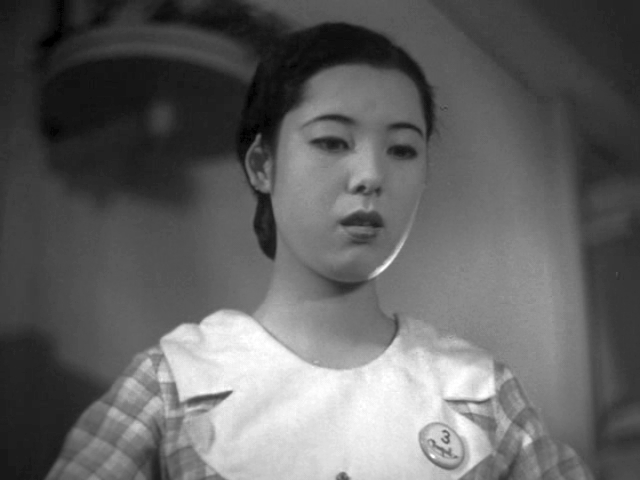
Escena de la película con Chiyoko Katori

- Akio Isono como Koichi, el hermano de Sugiko
- Sozo Okada como Hiroshi Yamanouchi
- Nobuko Wakaba como Takako, la hermana de Hiroshi
- Fumiko Katsuragi como la madre de Hiroshi
- Shin'ichi Himori como Shinkichi
- Chiyoko Katori como Kesako
- Ichirō Yūki como Machio Harada, el novio de Sugiko
- Yukiko Inoue como Yoshiko Hisayama
- Shōzaburō Abe como barman
- Chishū Ryū como Yukihiko Chiba
- Tomio Aoki como chico en el teléfono
- Takeshi Sakamoto
- Kōji Mitsui como un cliente (acreditado como Hideo Mitsui)

## Estreno
La película se estrenó en Japón el 26 de abril del 1934. Se exhibió en los Estados Unidos como parte de una retrospectiva del director Naruse en 1985, organizada por el Kawakita Memorial Film Institute y el estudioso de cine Audie Bock.

## Recepción
Callejón sin salida es la última película dirigida por Mikio Naruse para la productora Shōchiku, que dejó en 1935 para fichar por P.C.L. (Laboratorio Fotoquímico de Tokio) que se convirtió en Tōhō en 1937. También es su última película muda.
El estudioso de cine Alexander Jacoby consideró está película, junto con Lejos de ti (1933) y Sueños cotidianos (1933) de Naruse, como una serie de melodramas «de notable intensidad, donde la felicidad potencial se ve frustrada por entornos hostiles y responsabilidades prácticas», demostrando «un considerable virtuosismo estilístico».